# Попляхи
Попляхи — опустевшая деревня в Слободском районе Кировской области в составе Шестаковского сельского поселения.

## География
Находится в северной части района на расстоянии менее 2 км на восток от села Лекма.

## История
Известна была с 1891 года как деревня Абрамовская или Попляхи. В 1905 году было учтено дворов 4 и жителей 23, в 1926 6 и 30, в 1950 2 и 7, в 1989 оставалось 2 постоянных жителя . 

## Население
Постоянное население  составляло 1 человек (русские 100%) в 2002 году, 0 в 2010.